# Эллисон, Дэвид
Дэвид Феррис Эллисон (англ. David Ferris Ellison; род. 9 января 1983) — американский кинопродюсер и глава компании Skydance Productions.
Родился в семье основателя корпорации Oracle Ларри Эллисона и Барбары Бут; старший брат кинопродюсера Меган Эллисон.
Skydance Productions основал в 2006 году; в 2010 году фирма собрала $350 млн на софинасирование производства фильмов с Paramount Pictures.
В 2010 году попал в список предпринимателей — организаторов крупнейших сделок журнала «Variety» и был включён в список Forbes «30 предпринимателей до 30 лет» за 2011 год в категории «развлечения».
Как актёр сыграл в фильмах «Эскадрилья „Лафайет“», «Заклятые друзья» и «В лунку!»
1 октября 2011 года женился на актрисе и певице Сандре Линн Модик.

## Фильмография
| Год  | Название                                 | Ориг. название                            | Режиссёр            | Примечания                          |
| ---- | ---------------------------------------- | ----------------------------------------- | ------------------- | ----------------------------------- |
| 2006 | Эскадрилья «Лафайет»                     | Flyboys                                   | Тони Билл           | актёр (Эдди Бигл)                   |
| 2010 | Железная хватка                          | True Grit                                 | Джоэл и Итан Коэн   | исполнительный продюсер             |
| 2011 | Миссия невыполнима: Протокол Фантом      | Mission: Impossible — Ghost Protocol      | Брэд Бёрд           | исполнительный продюсер             |
| 2012 | Проклятие моей матери                    | The Guilt Trip                            | Энн Флетчер         | исполнительный продюсер             |
| 2012 | Джек Ричер                               | Jack Reacher                              | Кристофер Маккуорри | исполнительный продюсер             |
| 2013 | G.I. Joe: Бросок кобры 2                 | G.I. Joe: Retaliation                     | Джон М. Чу          | исполнительный продюсер             |
| 2013 | Стартрек: Возмездие                      | Star Trek Into Darkness                   | Дж. Дж. Абрамс      | исполнительный продюсер             |
| 2013 | Война миров Z                            | World War Z                               | Марк Форстер        | исполнительный продюсер             |
| 2014 | Джек Райан: Теория хаоса                 | Jack Ryan: Shadow Recruit                 | Кеннет Брана        | исполнительный продюсер             |
| 2014 | Манхэттен                                | Manhattan                                 | различные           | телесериал; исполнительный продюсер |
| 2015 | Терминатор: Генезис                      | Terminator Genisys                        | Алан Тейлор         |                                     |
| 2015 | Миссия невыполнима: Племя изгоев         | Mission: Impossible — Rogue Nation        | Кристофер Маккуорри |                                     |
| 2015 | Грейс и Фрэнки                           | Grace and Frankie                         | различные           | телесериал; исполнительный продюсер |
| 2017 | Геошторм                                 | Geostorm                                  | Дин Девлин          |                                     |
| 2018 | Видоизменённый углерод                   | Altered Carbon                            | различные           | телесериал; исполнительный продюсер |
| 2019 | Терминатор: Тёмные судьбы                | Terminator: Dark Fate                     | Тим Миллер          | исполнительный продюсер             |
| 2019 | Гемини                                   | Gemini Man                                | Энг Ли              | исполнительный продюсер             |
| 2019 | Призрачная шестёрка                      | 6 Underground                             | Майкл Бэй           | продюсер                            |
| 2020 | Бессмертная гвардия                      | The Old Guard                             | Джина Принс-Байтвуд | продюсер                            |
| 2021 | Война будущего                           | The Tomorrow War                          | Крис Маккей         | продюсер                            |
| 2021 | Без жалости                              | Without Remorse                           | Стефано Соллима     | исполнительный продюсер             |
| 2021 | G.I. Joe: Бросок кобры. Снейк Айз        | Snake Eyes: G.I. Joe Origins              | Роберт Швентке      | исполнительный продюсер             |
| 2022 | Топ Ган: Мэверик                         | Top Gun: Maverick                         | Джозеф Косински     | исполнительный продюсер             |
| 2022 | Имя наше — Адам                          | The Adam Project                          | Шон Леви            | продюсер                            |
| 2022 | Удача                                    | Luck                                      | Пегги Холмс         | продюсер                            |
| 2022 | За пивом!                                | The Greatest Beer Run Ever                | Питер Фаррелли      | продюсер                            |
| 2023 | Air: Большой прыжок                      | Air                                       | Бен Аффлек          | продюсер                            |
| 2023 | Без ответа                               | Ghosted                                   | Декстер Флетчер     | продюсер                            |
| 2023 | Миссия невыполнима: Смертельная расплата | Mission: Impossible – Dead Reckoning      | Кристофер Маккуорри | исполнительный продюсер             |
| 2023 | Сердце Стоун                             | Heart of Stone                            | Том Харпер          | продюсер                            |
| 2025 | Миссия невыполнима: Финальная расплата   | Mission: Impossible – The Final Reckoning | Кристофер Маккуорри | исполнительный продюсер             |